# BMW VIII
Il BMW IV era un motore aeronautico sperimentale a 6 cilindri in linea realizzato dalla tedesca BMW Flugmotorenbau GmbH tra il 1928 ed il 1930.
Era stato realizzato per sperimentare alcune nuove soluzioni tecniche che sarebbero state adottate nelle future produzioni, tra le quali l'utilizzo della distribuzione a 4 valvole per cilindro.
Da una comparazione con il precedente Va di pari cilindrata, grazie alle migliorie applicate si era riusciti ad ottenere un incremento da 320 to 400 PS di potenza continua.